# 柏木英彦
柏木 英彦（かしわぎ ひでひこ、1934年2月9日 - ）は、中世西洋哲学の研究者。金沢大学名誉教授。文学博士（慶應義塾大学にて取得。）。

## 経歴
東京都生まれ。1985年慶應義塾大学大学院博士課程修了、「ラテン中世の言語と精神」で文学博士。山口大学人文学部助教授、同大学教授を歴任し、金沢大学文学部教授。1997年定年退官、同大学名誉教授。1974年『イスラーム哲学史』で日本翻訳文化賞受賞。

## 著書
- 『中世の春 十二世紀ルネサンス』創文社 1976
- 『アベラール 言語と思惟』創文社 1985
- 『古典残照 オウィディウスと中世ラテン詩』知泉書館 2014
- 『ラテン中世の精神風景』知泉書館 2014

### 翻訳
- F.C.コプルストン『中世の哲学』箕輪秀二共訳 慶応通信 慶応義塾大学商学部創立10周年記念叢書 1968
- F.C.コプルストン『中世哲学史』箕輪秀二共訳 創文社 1970、新版1987
- アンリ・コルバン『イスラーム哲学史』黒田寿郎共訳 岩波書店 1974、新版1996ほか
- S.H.ナスル『イスラームの哲学者たち』黒田寿郎共訳 岩波書店 1975
- W.モンゴメリー・ワット『イスラーム・スペイン史』黒田寿郎共訳 岩波書店 1976
- 『シャトレ哲学史 2　中世の哲学』山田晶監訳、長倉久子・興膳宏共訳、白水社 1976、新版1998
- ジャック・ル・ゴフ『中世の知識人 アベラールからエラスムスへ』三上朝造共訳、岩波新書 1977

## 論文
- <柏木英彦